# San Fulgencio
San Fulgencio község Spanyolországban, Alicante tartományban. Lakosainak száma 9433 fő (2024). San Fulgencio Daya Vieja, Dolores, Elche, Formentera del Segura, Guardamar del Segura és Rojales községekkel határos.

## Népesség
A település lakosságának változását az alábbi diagram mutatja:
| Lakosok száma | 4103 | 5700 | 9597 | 11 594 | 12 354 | 9237 | 7646 | 7855 | 9091 | 9433 |
|               | 2001 | 2003 | 2006 | 2008   | 2011   | 2014 | 2017 | 2019 | 2022 | 2024 |